# Verbal Remixes & Collaborations
Verbal Remixes & Collaborations è un EP del musicista brasiliano Amon Tobin, pubblicato nel 2003.

## Tracce
1. Untitled - Kid Koala & Amon Tobin  – 5:40
2. I'll Have The Waldorf Salad - Bonobo & Amon Tobin  – 6:28
3. Hot Korean Moms - P Love & Amon Tobin  – 5:07
4. Ten Piece Metric Wrench Set - Steinski & Amon Tobin  – 5:41
5. Ownage - Doubleclick & Amon Tobin  – 6:32
6. Verbal (Prefuse 73 Dipped Escalade mix)  – 3:14
7. Verbal (Topo Gigio remix)  – 3:59
8. Verbal (Kid 606 Dancehall Devastation mix)  – 4:39
9. Verbal (Boom Bip remix)  – 5:12